# Клеменс Август фон Вестфален цу Фюрстенберг
Клеменс Август фон Вестфален цу Фюрстенберг (на немски: Clemens August Graf von Westphalen zu Fürstenberg; * 12 януари 1753, Падерборн; † 26 декември 1818, Франкфурт на Майн) е фрайхер, от 1792 г. имперски граф от род Вестфален-Фюрстенберг, последният бургграф на Фридберг, държавен министър на Курфюрство Майнц и императорски дипломат.

## Живот
Той е син на княжеския епископски „оберщалмайстер“ на Падерборн Клеменс Август фон Вестфален цу Фюрстенберг и съпругата му Изабела фон Брабек, дъщеря на Йобст Едмунд фон Брабек цу Летмате и Хемерен и графиня Мария Анна Александрина фон Хатцфелдт (1707 – 1737). Внук е на Вилхелм Фердинанд фон Вестфален цу Фюрстенберг († 1739) и Анна Хелена фон дер Асебург цу Хинденбург (1701 – 1761), дъщеря на Ернст Константин фон дер Асебург-Хиненбург (1666 – 1726) и фрайин Луция Отилия Франциска Волф-Метерних цур Грахт (1680 – 1747).
Клеменс Август поема през 1778 г. фамилната собственост и увеличава значително богатстството на фамилията, понеже е главен наследник на княжеските епископи Вилхелм Антон фон дер Асебург (1707 – 1782), чичо от страна на майка му, и Фридрих Вилхелм фон Вестфален (1727 – 1789), княжески епископ на Хилдесхайм и Падерборн, чичо му по бащина линия, който му оставя сумата от 900 000 талера. Той купува земи и имения. В княжеските епископства Хилдесхайм, Падерборн и Оснабрюк той има наследствените почетни титли наследствен шенк, наследствен кухненски и ловен майстер.
Клеменс Август е таен съветник на Хилдесхайм и Падерборн и главен оберщалмайстер. Освен това той е народен представител на съсловията на княжеското епископство Падерборн и дрост на Либенбург и Хунесрюк. Той също е държавен министър на Курфюрство Майнц и като такъв е посланик при избора на император от 1790 г.
Клеменс Август е кралски и императорски кемерер и таен съветник. Дълги години той е с ранг министър императорски пратеник в дворовете на курфюрстите на Кьолн и Трир също при Доленрейнски-Вестфалски имперски окръг.
От 1779 г. той е бургман на императорския замък Фридберг, от 1783 г. регимент-бургман и от 1805 г. последният бургграф на Бургграфството Фридберг и велик приор на „Ордена Св. Йозеф“ (Тоскана). Той купува имението с лозя и дворец Рейнхартсхаузен и част от остров Марианенауе на Рейн. От 1801 г. той построява двореца в днешната му форма.
Клеменс Август е издигнат за заслугите му от император Леополд II на имперски граф на 11 януари 1792 г.
През 1806 г. Бургграфството Фридберг е медиатизирано във Велико херцогство Хесен.

## Фамилия
Първи брак: на 16 юли 1778 г. с графиня Мария Елеонора Антоанета Елизабет Валдбот фон Басенхайм (* 21 ноември 1757, Франкфурт на Майн; † 2 октомври 1786, Майнберг), дъщеря на граф Йохан Мария Рудолф Валдбот фон Басенхайм „постумус“ (1731 – 1805) и фрайин Елеонора Валбургис Ернеста фон Хоенек (1735 – 1760). Те имат четири деца:
- Фридрих Вилхелм Фердинанд (* 12 октомври 1780, Хилдесхайм; † 19 април 1809, убит при Хаузен, Долна Бавария), наследник, женен на 11 юни 1804 г. в Прага за графиня Анна Мария Елизабет фон Тун и Хоенщайн (* 14 август 1783, Пресбург; † 5 декември 1860, Прага), дъщеря на граф Венцел Йозеф фон Тун-Хоенщайн (1737 – 1796); имат двама сина и дъщеря
- Фердинанда/Фердинандина Изабела Мария фон Вестфален цу Фюрстенберг (* 19 октомври 1781, Хилдесхайм; † 11 август 1813, Визентхайд), омъжена на 29 юли 1802 г. в Глюкщат, Холщайн, за граф Франц Ервайн фон Шьонборн-Визентхайд (* 7 април 1776, Майнц; † 5 декември 1840, Франкфурт на Майн)
- Мария Антония фон Вестфален цу Фюрстенберг (* 6 януари 1783; † 15 декември 1867, Франкфурт на Майн), омъжена 1800 г. за граф Йозеф фон Ингелхайм ген. Ехтер фон и цу Меспелбрун (* 9 април 1777; † октомври 1847, Рюдесхайм)
- Йозеф Клеменс фон Вестфален цу Фюрстенберг (* 7 март 1785, Хилдесхайм; † 26 януари 1863, Прага), женен на 29 април 1817 г. в Хилдесхайм за графиня Анна Мария Елизабет фон Тун и Хоенщайн (* 14 август 1783, Пресбург; † 5 декември 1860, Прага), вдовицата на брат му, дъщеря на граф Венцел Йозеф фон Тун-Хоенщайн; имат един син

Втори брак: на 29 май 1788 г. в Хилдесхайм с графиня Тереза фон Бохолц (* 13 юли 1768, Хиненбург; † 14 февруари 1851, Франкфурт на Майн), дъщеря на граф Теодор Вернер фон Бохолц и фрайин Тереза фон дер Асебург. Бракът е бездетен.